# Ves Blížkovice
Ves Blížkovice (německy Lispitz-Dorf) je vesnice, součást městysu Blížkovice v okrese Znojmo. Tvoří jednu ze dvou základních sídelních jednotek obce, přičemž leží ve vlastním katastrálním území o rozloze 14,20 km².
První písemná zmínka o vsi je z roku 1349, kdy je zároveň zmiňován i sousední Městys Blížkovice. Obě sídla, ač stejně pojmenovaná a ležící těsně vedle sebe, byla po většinu své historie samostatná. Roku 1910 byla sloučena v jednu obec, tento stav ale trval pouhý rok. K definitivnímu sloučení Vsi Blížkovice a Městysu Blížkovice došlo v roce 1919, nová obec získala jméno Blížkovice.
Bývalá obec tvoří jihozápadní část současné obce, její intravilán tvoří především zástavba kolem dvou rovnoběžných ulic po obou stranách Syrovického potoka.